# Kurokawa Takaya
Kurokawa Takaya (sinh ngày 7 tháng 4 năm 1981) là một cầu thủ bóng đá người Nhật Bản.

## Đội tuyển bóng đá quốc gia Nhật Bản
Kurokawa Takaya được triệu tập vào đội tuyển Nhật Bản tham dự Thế vận hội Mùa hè 2004.